# Olympische Sommerspiele 1900/Schwimmen – 4000 m Freistil (Männer)
Der Schwimmwettkampf über 4000 Meter Freistil der Männer bei den Olympischen Spielen 1900 in Paris wurde vom 15. bis 19. August 1900 ausgetragen. Es war die erste und bis heute einzige Austragung des Wettbewerbs. Olympiasieger wurde John Arthur Jarvis aus dem Vereinigten Königreich. Silber gewann der Ungar Zoltán Halmay und Bronze ging an Louis Martin aus Frankreich.

## Rekorde
Vor Beginn der Olympischen Spiele war folgender Rekord gültig:
| Olympischer Rekord | nie ausgetragen |

Folgender neuer Rekord wurde aufgestellt:
| Olympischer Rekord | 58:24,0 min | John Arthur Jarvis | Finale |

## Ergebnisse

### Vorläufe
Der schnellste Athlet eines jeden Laufs sowie die sechs weiteren Zeitschnellsten aller Läufe qualifizierten sich für das Finale.
Lauf 1
| Rang | Athlet                 | Nation         | Zeit        | Anm. |
| ---- | ---------------------- | -------------- | ----------- | ---- |
| 1    | John Arthur Jarvis     | Großbritannien | 1:01:48,4 h |      |
| 2    | Thomas William Burgess | Frankreich     | 1:15:04,8 h |      |
| 3    | Louis Martin           | Frankreich     | 1:22:29,6 h |      |
| 4    | Alois Anderle          | Österreich     | 1:26:25,6 h |      |
| 5    | Lagarde                | Frankreich     | 1:38:31,8 h |      |
| 6    | De Romand              | Frankreich     | 1:50:36,4 h |      |
| 7    | Fumouze                | Frankreich     | 2:02:27,0 h |      |
|      | Hermand                | Belgien        | DNF         |      |
|      | Georges Leuillieux     | Frankreich     | DNF         |      |

Lauf 2
| Rang | Athlet        | Nation         | Zeit        | Anm. |
| ---- | ------------- | -------------- | ----------- | ---- |
| 1    | Zoltán Halmay | Ungarn         | 1:11:33,4 h |      |
| 2    | Eduard Meijer | Niederlande    | 1:17:55,4 h |      |
| 3    | William Henry | Großbritannien | 1:22:58,4 h |      |
| 4    | Texier        | Frankreich     | 1:31:02,8 h |      |
| 5    | Kobierski     | Frankreich     | 1:37:10,4 h |      |
| 6    | Lué           | Frankreich     | 1:46:40,4 h |      |
|      | Gallais       | Frankreich     | DNF         |      |
|      | L. Baudoin    | Frankreich     | DNF         |      |
|      | Landrich      | Frankreich     | DNF         |      |

Lauf 3
| Rang | Athlet            | Nation         | Zeit        | Anm. |
| ---- | ----------------- | -------------- | ----------- | ---- |
| 1    | Fabio Mainoni     | Italien        | 1:25:16,6 h |      |
| 2    | Ernest Martin     | Frankreich     | 1:28:32,6 h |      |
| 3    | Louis Laufray     | Frankreich     | 1:35:03,2 h |      |
| 4    | Mortier           | Frankreich     | 1:40:16,8 h |      |
|      | Pierre Gellé      | Frankreich     | DNF         |      |
|      | Heyberger         | Frankreich     | DNF         |      |
|      | Regnault          | Frankreich     | DNF         |      |
|      | Jules Clévenot    | Frankreich     | DNF         |      |
|      | Evan Thomas Jones | Großbritannien | DNF         |      |
|      | Loppé             | Frankreich     | DNF         |      |
|      | Vallée            | Frankreich     | DNF         |      |

### Finale
| Rang | Athlet                 | Nation         | Zeit        | Anm. |
| ---- | ---------------------- | -------------- | ----------- | ---- |
| 1    | John Arthur Jarvis     | Großbritannien | 58:24,0 min | OR   |
| 2    | Zoltán Halmay          | Ungarn         | 1:08:55,4 h |      |
| 3    | Louis Martin           | Frankreich     | 1:13:08,4 h |      |
| 4    | Thomas William Burgess | Frankreich     | 1:15:07,6 h |      |
| 5    | Eduard Meijer          | Niederlande    | 1:16:37,2 h |      |
| 6    | Fabio Mainoni          | Italien        | 1:18:25,4 h |      |
| 7    | Ernest Martin          | Frankreich     | 1:26:32,2 h |      |
|      | Alois Anderle          | Österreich     | DNF         |      |
|      | William Henry          | Großbritannien | DNF         |      |